# 곤도 이사미
곤도 이사미(일본어: 近藤勇, こんどう いさみ, 1834년 11월 9일 ~ 1868년 5월 17일)는 일본 신센구미의 국장이다. 이사미는 통칭으로, 휘는 마사요시(昌宜)이다. 게이오 4년(1868년)부터는 오쿠보 쓰요시(大久保剛)라는 이름을 사용했고, 이후 오쿠보 야마토(大久保大和)라 칭하였다.

## 생애
농부 미야카와 규지로와 어머니 미야카와 미요의 셋째 아들로 태어났으며, 어릴적 이름은 가쓰고로(勝五郎)였다. 출신지는 무사시노쿠니 다마 군으로, 지금의 도쿄도 조후시에 해당한다. 가에이 원년(1849년), 천연이심류 검술 도장인 시위관에 입문하였다. 도장을 운영하던 곤도 슈스케는 이사미의 실력을 인정하여, "천연이심류를 이사미가 계승하게 하고 싶다"고 미야카와 가문에 강하게 요청하였다. 결국 이사미는 슈스케의 본가인 시마자키(島崎) 가문에 양자로 들어가 시마자키 가쓰타(島崎勝太)라는 이름을 갖게 되었고, 이후 정식으로 곤도 가문의 양자가 되어 곤도 이사미가 되었다.
1861년 8월, 26세 때에 천연이심류 종가의 4대 당주 자리를 이어받았다.
그 후 이사미가 상속한 시위관에서는, 히지카타 도시조를 비롯하여 오키타 소지, 이노우에 겐자부로 등 천연이심류 문하의 사람을 기르고, 식객 중에서도 나가쿠라 신파치, 도도 헤이스케, 하라다 사노스케, 산난 게이스케 등의 신선조 간부를 낳았다.
1863년 2월, 28세 때 시위관 생활 도중에 섬길 영주를 잃은 낭인 무사대 모집에 응모하여, 교토로 상경해 막부 지지세력에서 존왕양이파로 변한 기요카와 하치로와 결별한 뒤, 친막부 세력인 아이즈번의 자금으로 신센구미를 결성, 귀신 잡는 혹은 사람 잡는 곤도라는 명칭으로서 존왕양이 세력들에게 경악과 공포의 대상이 될 정도로 철저한 유신박해에 앞장섰다.
그 와중에 그와 같은 천연이심류파인 히지카타 도시조, 오키타 소지와 함께 최초의 국장이었던 세리자와 가모를 참살한 후, 신선조 내부에서도 곤도 이사미를 필두로 한 무사시노쿠니 출신이 조직을 장악하게 된다. 여기에 반감을 품은 여러 간부들이 반역을 기도하고 적군에 들어가지만 이 때마다 무자비한 보복을 가하였다. 이런 와중에 곤도가 조직 내의 정보를 관리하고 불순분자를 색출하는 간첩으로 활약시킨 이가 바로 사이토 하지메였다. 도바 후시미 전쟁에서, 전쟁 전에 암살당한 전 참모, 이토 가시타로의 잔당들에게 습격당하고 그들의 총탄에 맞아 중상을 입었다.
에도로 돌아와 상처를 회복한 이사미는 갑양진무대를 결성, 고후 성을 점령하기 위해 에도를 출발하지만, 시기를 타지 못한 탓에 관군에게 대참패하고 만다. 그는 나가레야마(流山)에서 재기를 도모하려고 했으나 실패, 1868년 4월, 도바 · 후시미 전쟁 이후 나가레야마에서 유신정부군에 교섭을 요구해 관군에 항복하지만 곧바로 포박당하였으며, 후일 그 신원이 밝혀져 이타바시(板橋)에서 적장의 예우를 조금도 받지 못하고 참수, 목은 교토의 산조가와라 모래밭에 효시(梟示)되었다.

## 평가
일본 역사에서 포로가 된 적장의 경우 예우를 갖춰서 할복하게 하는 경우가 많은데 곤도 이사미에게는 할복의 기회가 주어지지 않았다. 유신지사들을 괴롭혀왔던 '신선조라는 정치깡패'에 대한 보복의 성격과 신선조가 그간 유신지사들을 탄압해 왔던 것에 대한 단죄라는 상징적 의미가 강했던 것으로 추측된다.
애검, 나가소테 고테쓰를 소지하고 있었고 그에 관련된 "오늘밤 고테쓰는 피에 굶주려 있다."라는 말이 유명하지만, 이 말은 후세의 창작이다.

## 기타
- 2022년 4월 15일 일본 도야마현(富山県) 다카오카시(高岡市) 오타(太田)의 선종 사찰 고쿠타이지(国泰寺)에서 곤도 이사미의 갑주가 발견되었는데, 막부의 신료였던 야마오카 뎃슈(山岡鉄舟, 1836～88)가 공양한 것으로 당시 역적으로 몰려 참수되었던 곤도 이사미를 대놓고 공양할 수 없었기 때문에 도쿠가와 쇼군가와 연고가 있었던 지방의 사찰에 곤도의 갑옷을 기진한 것으로 추정되고 있다.[1]

## 같이 보기
- 무사도
- 신센구미!